# كلارا راكهام
كانت كلارا دوروثيا تابور راكهام (3 ديسمبر 1875 - 11 مارس 1966) ناشطة نسائية وسياسية إنجليزية ذات دور نشط في حركة الاقتراع النسائية، ونقابة النساء التعاونية، وحركة السلام، وتعليم الكبار، وحركة تنظيم الأسرة، والحركة العمالية. كانت قاضية صلح، ووصية على قانون الفقراء، ومعلمة، وناشطة لمكافحة الفقر، ومصلحة رائدة لنظام العقوبات في مدينة كامبريدج حيث كانت عضو مجلس المدينة والمقاطعة لفترة طويلة. كانت كلارا راكهام نائبة لرئيس مجلس مقاطعة كامبريدج منذ عام 1956 وحتى عام 1958، ورئيسة لجنة التعليم في مجلس مقاطعة كامبريدج منذ عام 1945 حتى عام 1957. برزت لأول مرة من خلال دورها الرائد في الاتحاد الوطني لجمعيات حق المرأة في الاقتراع، وأصبحت فيما بعد شخصية وطنية هامة في الحركة العمالية، مكتسبة سمعة وطنية هائلة لخبرتها المتعلقة بظروف المصنع، وحقوق العمال، والأجر المتساوي، والتأمين الوطني.

## العائلة والحياة المبكرة
ولدت كلارا راكهام (المعروفة باسم دوروثيا لعائلتها) في نوتنغ هيل، وكانت الابنة لهنري تابور، مزارع نبيل من عائلة لامتثالية مستقرة في بوكينغ بإسيكس، وإيما تابور (وودكوك قبل الزواج)، التي جاءت من ويجان. تلقت تعليمها في مدرسة نوتنغ هيل الثانوية، ومدرسة سانت ليونارد (1892–1893)، وكلية بيدفورد في عام 1894، وكأختها الكبرى، مارغريت، التحقت بكلية نيونهام، كامبريدج.
في كلية نيونهام (1895–1898)، درست كلارا الكلاسيكيات، لكن استُغرِق الكثير من وقتها في الأنشطة الخارجية وفي السياسة. كانت من الداعمين البارزين للحزب الليبرالي في جمعية كلية نيونهام السياسية، ودرّاجة مسافات طويلة بارعة، وقائدة فريق الهوكي، وكانت تسبح بانتظام في نهر كام. غادرت كلارا مع ما يعادل شهادة من الدرجة الثالثة (لم يسمح للنساء رسميًا بالتخرج من جامعة كامبريدج حتى عام 1948). مع ذلك، كانت قد كونت صديقة لمدى الحياة في كلية نيونهام، سوزان لورانس، التي كانت واحدة من أول ثلاث نساء انتُخِبن للبرلمان كنواب حزب العمل، والتقت بزوجها المستقبلي أيضًا، هاريس راكهام، الذي كان محاضرًا في الكلاسيكيات في كلية نيونهام منذ عام 1893. كان هاريس شقيق الرسام آرثر راكهام، وأصبح زميلًا أقدم في كلية المسيح عام 1899. تزوجا في عام 1901، وعاشا في 4 غرانج تيراس قبل أن يستقرا في منزل جورجي في 9 بارك تيراس مع إطلالة خلابة على باركرز بيس في عام 1925. كان الزواج سعيدًا واستمر حتى وفاة هاريس عام 1944. ظلت كلارا في المنزل حتى عام 1957.
أنشأت كلارا فرع كامبريدج للنقابة التعاونية النسائية في عام 1902 وأصبحت رئيسة لها، وظلت نشطة في مجموعتها المحلية لأكثر من عشرين عامًا، تكتب عن قيمة المثل التعاونية في كامبريدج: دراسة موجزة في الأسئلة الاجتماعية (1906) الذي حررته أجلنتينا جيب. أسست جيب صندوق أنقذوا الأطفال في عام 1919 لجمع الأموال للأطفال الألمان والنمساويين. في عام 1923، عملت كلارا في لجنة تحديد النسل الفرعية التابعة للجنة الدائمة المشتركة لمنظمات نساء القطاع الصناعي (إس جي سي أي دبليو أوه). طرحت اللجنة الدائمة المشتركة تقريرين من أجل المناقشة في المؤتمر الوطني للنساء العاملات في قاعة كينغسواي في لندن، الذي ترأسته كلارا بحلول عام 1930. كان أحد التقريرين بشأن إلغاء قانون الزواج، والآخر بشأن الأجر المتساوي للعمل المتساوي. عملت كلارا في كامبريدج بشكل وثيق مع صديقتها العزيزة، ليا مانينغ من كلية هومرتون (رئيس الاتحاد الوطني للمعلمين في عام 1930، وانتخبت نائبة حزب العمل لإيسلينجتون في عام 1928 ثم لإيبنج في عام 1945). كانت كلتاهما مقترنتان بالمدرسة الخيرية التي أقيمت في مبنى في شارع يونغ ستريت، والتي أصبحت الآن موقعًا لقسم العلاج بالموسيقى بجامعة أنجليا روسكين. في ثلاثينيات القرن العشرين، دعمت كلارا مبادرات مانينغ في البرلمان للترحيب بأطفال الباسك في بريطانيا الذين كانوا يبحثون عن ملجأ خلال الحرب الأهلية الإسبانية، أُعطي بعض هؤلاء الأطفال منازل في كامبريدج.